# Remijia chelomaphylla
Remijia chelomaphylla är en måreväxtart som beskrevs av G.A.Sullivan. Remijia chelomaphylla ingår i släktet Remijia och familjen måreväxter. Inga underarter finns listade i Catalogue of Life.